# Garcia IV av Kongo
Garcia IV av Kongo, död 1752, var kung av Kongo mellan 1743 och 1752.